# برای غمت متأسفیم
برای غمت متأسفیم  (به انگلیسی: Sorry for Your Loss)، یک سریال اینترنتی آمریکایی در ژانر درام است که توسط کیت استاینکلنر خلق شده‌است. الیزابت اولسن در این سریال در نقش زن جوانی بیوه‌ای ظاهر شده‌است که باید با فقدان و غم از دست دادن شوهر خود کنار بیاید. کلی مری ترن، جوان آدپو و جانت مک‌تیر دیگر بازیگران سریال هستند. برای غمت متأسفیم از محصولات اصلی فیسبوک واچ است که زیر مجموعه کمپانی فیسبوک محسوب می‌شود. فصل نخست سریال در ۱۰ قسمت از تاریخ ۱۸ سپتامبر ۲۰۱۸ پخش شد. فصل دوم نیز از تاریخ ۱ اکتبر ۲۰۱۹ پخش خود را آغاز کرد.
برای غمت متأسفیم با تحسین جهانی  منتقدان همراه بود.